# Cardedeu
Cardedeu è un comune spagnolo di 12 792 abitanti situato nella comunità autonoma della Catalogna.